# 808.
◄ | 8. stoljeće | 9. stoljeće | 10. stoljeće | ►
◄ | 770-ih | 780-ih | 790-ih | 800-ih | 810-ih | 820-ih | 830-ih | ►
◄◄ | ◄ | 805. | 806. | 807. | 808. | 809. | 810. | 811. | ► | ►►
Astronomija • Književnost • Kršćanstvo • Pravo • Promet

## Događaji
- Prijestolnica Abasidskog Kalifata premještena iz Bagdada u Samaru.

## Vanjske poveznice
|  | Zajednički poslužitelj ima još gradiva o temi 808. |